# Free Dance
 (septembre 2021).
Pour plus de détails, voir Fiche technique et Distribution.
Free Dance (High Strung) est un film musical, romantique et dramatique américain réalisé par Michael Damian sur un scénario qu'il a écrit avec Janeen Damian et sorti en 2016.

## Synopsis
Une jeune danseuse, Ruby, arrive à New York dans une école de danse. Un violoniste virtuose d'origine anglaise, Johnnie, vit sans papiers dans la même ville et joue dans le métro pour payer son loyer. Le film raconte leur rencontre et comment ils travailleront ensemble et avec l'aide d'une troupe de danseurs de rue, pour créer une performance chorégraphique et musicale, mêlant danse classique et hip-hop.

## Fiche technique
- Titre : Free Dance
- Titre original : High Strung
- Réalisation : Michael Damian
- Scénario : Michael Damian et Janeen Damian
- Décors : Dan Toader
- Costumes : Belu Veronica
- Musique : Nathan Lanier
- Production : Janeen Damian et Michael Damian
- Société(s) de production : Riviera Films, Sforzando Productions et Castel Film Studio
- Société(s) de distribution : SBS Distribution pour la France
- Pays d'origine :  États-Unis
- Langue originale : anglais
- Durée : 96 minutes
- Dates de sortie : 
  - France : 3 août 2016

## Distribution
- Keenan Kampa (VFB : Audrey d'Hulstère) : Ruby
- Nicholas Galitzine (VFB : Maxym Anciaux) : Johnnie
- Jane Seymour (VFB : Lorette Goosse) : Oksana, la professeure de danse contemporaine
- Sonoya Mizuno (VFB : Mélanie Dermont) : Jazzy, la colocataire de Ruby
- Richard Southgate (VFB : Gauthier de Fauconval) : Kyle
- Paul Freeman (VFB : Patrick Descamps) : Kramrovsky, le professeur de danse classique
- Maia Morgenstern (VFB : Nathalie Hons) : Markova, la directrice de l'école de musique
- Ian Eastwood : Rik
- Anabel Kutay : April
- Marcus Emanuel Mitchell (VFB : Nicolas Matthys) : Hayward Jones III
- Comfort Fedoke : PopTart
- Simon A. Mendoza : Ollie
- Miranda Wilson : Mary
- Dave Scott : Macki
- Andrew Pleavin : Slater
- Tomi May : le détective Mullen
- David Lipper : Sam
- Nigel Barber : M. Peterson
- Toto Dumitrescu : jeune homme
- Danielle Elise Fischer : Bianca
- Cristina Gazner : un parent d'élève
- LoDeon : NY Thug
- James Longshore : Spuds
- Cliff Michel : Thug
- Giulia Nahmany : Anastasia
- Olivier Raynal : Neil
- Dragos Savulescu : Paolo
- Jimmy Townsend : le juge Lawrence
- Claudiu Trandafir : Walter
- Ivan 'Flipz' Velez : Deck

Version française
- Studio de doublage : Cinéphase Belgique
- Direction artistique : Raphaël Anciaux
- Adaptation : Sylvie Abou-Isaac
- Sous-titrage : Coline Magaud